# Susan Landale
Susan Landale (* 18. Juli 1935 in Edinburgh) ist eine schottische Organistin.

## Leben
Susan Landale studierte an der Universität in Edinburgh (Bmus.). Nach 1950 nahm sie mehrere Jahre Unterricht bei André Marchal. 1963 gewann sie den ersten Preis beim St Albans International Organ Festival. Sie war Organistin an der Saint George's Anglican Church in Paris und später auch als Co-Titulaire an Saint-Louis-des-Invalides. Sie unterrichtete am Conservatoire de Rueil-Malmaison und als Gastprofessorin an der Royal Academy of Music. 2003 wurde sie vom Royal College of Organists zum Fellow honoris causa ausgezeichnet. 2010 ernannte sie die Royal Academy of Music zum Associate of the Royal Academy of Music. Sie war Jury-Mitglied bei verschiedenen Orgelwettbewerben, darunter beim Grand Prix de Chartres und beim Orgelwettbewerb in St Albans.

## Tondokumente
- L’orgue anglais. Erato, 1972.
- Jean Langlais, Peter Eben. Susan Landale an der Walcker-Orgel der Martin-Luther-Gedächtniskirche Berlin Mariendorf. Mixtur, 1978.
- Olivier Messiaen. Adda, 1986.
- Louis Vierne. Pièces de fantaisie. Accord, 1995.
- Messiaen. Livre du Saint-Sacrement. 1996.
- Charles Tournemire. Office de l’ assomption. Calliope, 2000.
- César Franck. L’œuvre d’orgue.
- Mendelssohn. Les 6 sonates pour orgue. Calliope, 2009.